# Svensk Exportkredit
AB Svensk Exportkredit (SEK) är ett statligt bolag med uppdrag att på kommersiella och hållbara grunder säkerställa tillgång till finansiella lösningar för svensk exportnäring. Sedan 1962 har lån från SEK gjort det möjligt för tusentals svenska företag att växa. Utlånen syftar till att företagen ska kunna öka sin produktion, göra förvärv, anställa fler och sälja varor och tjänster till kunder i hela världen. Svensk Exportkredit lånar ut pengar till exportföretag, deras underleverantörer och utländska köpare av svenska varor och tjänster. Kunderna är företag med en årsomsättning på minst 200 miljoner kronor. Med utlåning i 60-tal länder har SEK en gedigen kunskap om internationella affärer och exportfinansiering. I uppdraget ingår även att administrera det statsstödda CIRR-systemet (Commercial Interest Reference Rate) vilket innebär att exportörens kund kan erbjudas finansiering till fast ränta under hela löptiden. Svensk Exportkredits vision är en hållbar värld genom ökad svensk export.
Svensk Exportkredit har sitt huvudkontor på Kungsholmen i Stockholm på Fleminggatan 20.
- Exportkreditnämnden